# Lasiurus degelidus
Lasiurus degelidus és una espècie de ratpenat de la família dels vespertiliònids. És endèmic de Jamaica. El seu hàbitat natural són els boscos. Es tracta d'un animal insectívor. Està amenaçat tant per la pèrdua del seu hàbitat com pels huracans. És una de les espècies de ratpenat jamaicanes menys conegudes pels científics.